# Canon EOS 40D
Canon EOS 40D, är en SLR-kamera. Den introducerades av Canon den 20 augusti 2007. Det är en uppföljare till den Canon EOS 30D. Några av uppgraderingarna är:
- 10,1 megapixel (upp från 8,0)
- 6,5 bilder/sekund.
- Större buffer för fotoserier.
- Integrerat sensorreningssystem.
- Digic III-processor.
- 3" LCD-display
- Kraftigt förbättrad autofocus